# Марко Сільвестрі
Марко Сільвестрі (італ. Marco Silvestri, нар. 2 березня 1991, Кастельново-не'-Монті) — італійський футболіст, воротар клубу «Удінезе».
Виступав за молодіжну збірну Італії.

## Клубна кар'єра
Народився 2 березня 1991 року в Кастельново-не'-Монті. Вихованець футбольної школи «Модени». В сезоні 2009/10 включався до заявки головної команди клубу, утім лише як резервний голкіпер, і взяв участь лише в одній грі на Кубок Італії. 
2010 року перейшов до вищолігового «К'єво», де протягом сезону був запасним гравцем, після чого віддавався в оренду, спочатку до третьолігової «Реджяни», за рік — до «Падови» із Серії B, а першу половину 2014 року провів у «Кальярі», у складі якого дебютував на рівні елітної Серії A.
8 липня 2014 року за 1 мільйон євро перейшов до англійського «Лідс Юнайтед». Протягом наступних двох сезонів був основним голкіпером на рівні Чемпіоншипу. З приходом до команди влітку 2016 Роберта Гріна програв йому конкуренцію за місце основного воротаря і протягом сезону виходив на поле лише в кубкових іграх.
У липні 2017 рокусповернувся на батьківщину, ставши гравцем «Верони». У новій команді став дублером бразильця Ніколаса Андраде, який, після того як команда за результатами сезону 2017/18 втратила місце в елітному дивізіоні, її залишив. На рівні Серії B ворота «Верони» захищав уже Сільвестрі, допомігши команді з першої ж спроби повернутися до найвищого дивізіону. Згодом протягом двох років був основним голкіпером веронців вже на рівні Серії A.
Влітку 2021 року за 2,5 мільйони євро перейшов до «Удінезе», де також став основною опцією тренерського штабу на воротарській позиції.

## Виступи за збірні
2009 року дебютував у складі юнацької збірної Італії (U-20), загалом на юнацькому рівні взяв участь у 5 іграх, пропустивши 6 голів.
2011 року провів одну гру у складі молодіжної збірної Італії.

## Статистика виступів

### Статистика клубних виступів
Станом на 13 серпня 2022
| Сезон                    | Команда                  | Чемпіонат                | Чемпіонат | Чемпіонат | Національний кубок | Національний кубок | Національний кубок | Континентальні кубки | Континентальні кубки | Континентальні кубки | Інші змагання | Інші змагання | Інші змагання | Усього | Усього |
| Сезон                    | Команда                  | Ліга                     | Ігор      | Голів     | Ліга               | Ігор               | Голів              | Ліга                 | Ігор                 | Голів                | Ліга          | Ігор          | Голів         | Ігор   | Голів  |
| ------------------------ | ------------------------ | ------------------------ | --------- | --------- | ------------------ | ------------------ | ------------------ | -------------------- | -------------------- | -------------------- | ------------- | ------------- | ------------- | ------ | ------ |
| 2009–10                  | «Модена»                 | B                        | 0         | 0         | КІ                 | 1                  | -2                 | -                    | -                    | -                    | -             | -             | -             | 1      | -2     |
| 2010–11                  | «К'єво»                  | A                        | 0         | 0         | КІ                 | 0                  | 0                  | -                    | -                    | -                    | -             | -             | -             | 0      | 0      |
| 2011–12                  | «Реджяна»                | ЛП1Д                     | 27        | -36       | КІ+КІ-ЛП           | 1+1                | -2 + -2            | -                    | -                    | -                    | -             | -             | -             | 29     | -40    |
| 2012–13                  | «Падова»                 | B                        | 25        | -26       | КІ                 | 0                  | 0                  | -                    | -                    | -                    | -             | -             | -             | 25     | -26    |
| 2013-січ. 2014           | «К'єво»                  | A                        | 0         | 0         | КІ                 | 2                  | -3                 | -                    | -                    | -                    | -             | -             | -             | 2      | -3     |
| Усього за «К'єво»        | Усього за «К'єво»        | Усього за «К'єво»        | 0         | 0         |                    | 2                  | -3                 |                      | -                    | -                    |               | -             | -             | 2      | -3     |
| січ.-черв. 2014          | «Кальярі»                | A                        | 3         | -5        | КІ                 | 0                  | 0                  | -                    | -                    | -                    | -             | -             | -             | 3      | -5     |
| 2014–15                  | «Лідс Юнайтед»           | ЧФЛ                      | 43        | -58       | КА+КЛ              | 1+0                | -1 + -0            | -                    | -                    | -                    | -             | -             | -             | 44     | -59    |
| 2015–16                  | «Лідс Юнайтед»           | ЧФЛ                      | 45        | -56       | КА+КЛ              | 3+0                | -2 + -0            | -                    | -                    | -                    | -             | -             | -             | 48     | -58    |
| 2016–17                  | «Лідс Юнайтед»           | ЧФЛ                      | 0         | 0         | КА+КЛ              | 2+4                | -2 + -4            | -                    | -                    | -                    | -             | -             | -             | 6      | -6     |
| Усього за «Лідс Юнайтед» | Усього за «Лідс Юнайтед» | Усього за «Лідс Юнайтед» | 88        | -114      |                    | 10                 | -9                 |                      | -                    | -                    |               | -             | -             | 98     | -123   |
| 2017–18                  | «Верона»                 | A                        | 2         | -7        | КІ                 | 2                  | -4                 | -                    | -                    | -                    | -             | -             | -             | 4      | -11    |
| 2018–19                  | «Верона»                 | B                        | 35+5      | -46 + -3  | КІ                 | 1                  | -1                 | -                    | -                    | -                    | -             | -             | -             | 41     | -50    |
| 2019–20                  | «Верона»                 | A                        | 35        | -43       | КІ                 | 1                  | -2                 | -                    | -                    | -                    | -             | -             | -             | 36     | -45    |
| 2020–21                  | «Верона»                 | A                        | 34        | -42       | КІ                 | 0                  | 0                  | -                    | -                    | -                    | -             | -             | -             | 34     | -42    |
| Усього за «Верону»       | Усього за «Верону»       | Усього за «Верону»       | 106+5     | -138 + -3 |                    | 4                  | -7                 |                      | -                    | -                    |               | -             | -             | 115    | -148   |
| 2021–22                  | «Удінезе»                | A                        | 35        | -50       | КІ                 | 2                  | -2                 | -                    | -                    | -                    | -             | -             | -             | 37     | -52    |
| 2022–23                  | «Удінезе»                | A                        | 1         | -4        | КІ                 | 1                  | -1                 | -                    | -                    | -                    | -             | -             | -             | 2      | -5     |
| Усього за «Удінезе»      | Усього за «Удінезе»      | Усього за «Удінезе»      | 36        | -54       |                    | 3                  | -3                 |                      | -                    | -                    |               | -             | -             | 39     | -57    |
| Усього за кар'єру        | Усього за кар'єру        | Усього за кар'єру        | 252+5     | -330 + -3 |                    | 21                 | -27                |                      | -                    | -                    |               | -             | -             | 278    | -360   |